# 孔姓
孔姓为中文姓氏之一，在《百家姓》中排第25位，2007年数据按人口计算排名第98位。来自公安部2009年身份证数据库数据，孔姓人口计算排名第83，约270万。

## 來源
- 一、出自子姓，是殷商成汤之后裔，其子孙中有一支以商族的姓“子”以成汤名字中的“乙”组合起来，为子姓孔氏。[1]
- 二、出自子姓。西周初期，成汤的后裔微子启被封于宋國，微子启死后，其弟宋微仲继位。微仲九世孙孔父嘉为宋上卿，遭受迫害，他的后代逃到魯國，以其名字中的「孔」為氏，也是子姓孔氏。仲尼（孔子）即是孔父嘉七世孙[2]。
- 三、出自姬姓，春秋时，鄭穆公之子公子志，字“士孔”，后为姬姓孔氏；鄭穆公另有一子公子嘉，字“子孔”，其后代中有人名叫孔张，後代亦成姬姓孔氏。
- 四、出自姜姓，春秋时齐国公族孔虺，其后为姜姓孔氏。
- 五、出自妫姓，春秋时陈国公族孔宁，其后代成为妫姓孔氏。
- 六、出自姞姓，黄帝裔孙伯鯈为姞姓，封于南燕国，后被郑国攻灭。该国公族奔卫，世为卫卿，为姞姓孔氏。孔达（庄叔），孔文子（孔圉）即属于此族。[3]
- 七、少数民族改姓，清代满族有孔姓，世居沈阳；满族温屯氏、温都氏、扣岱氏、库雅拉氏、崆果罗氏，后均改姓孔；锡伯族孔果尔氏、孔佳氏、孔格里氏，汉姓均为孔；景颇族支孔氏、木图氏，汉族均为孔；裕固族孔萨氏，汉姓为孔；独龙族孔当家有改姓孔者。
- 八、冒姓孔，南朝刘宋元嘉十九年（公元442年），朝廷下令拨鲁郡上民五户给曲阜孔子后裔，为孔林扫洒户。其中一户因改随主姓，名为孔景。五代十国时期，孔景的后代孔末杀害孔子的第四十二世孫孔光嗣，以孔子后裔自居，此事造成孔子的嫡系血統差點斷絕。孔光嗣之子孔仁玉长大成人后禀明后唐明宗，将孔末处死，並成為孔子世家的中興家主。但孔末后代，有继续冒姓孔姓者，形成偽孔一脈。

## 繁衍
由於孔氏先祖孔子在中國史上備受尊崇，因此孔家自古祖譜完善，獲尊為“天下第一家”、“儒家第一姓”，歷代孔家後人都有社會和經濟方面的殊遇。自古有「天下孔姓一家人」之稱。
孔家後人不斷繁衍、開枝散葉，其家族最初分为五大嫡系血脈，后又擴增為二十大分支，到明清两代，增加至六十戶。嘉庆十年《六十户户头户举点名清册》列举了這六十户的名称。乾隆十年（1745年）修《孔子世家谱》时，在谱人数约二万人。

## 真孔与“伪孔”
南朝刘宋元嘉十九年（公元442年），朝廷下令拨鲁郡上民五戶給曲阜孔子后裔，为孔林扫洒户。其中一戶因改随主姓，名为孔景。五代后梁乾化三年（公元913年），天下大乱，孔景的后裔孔末杀害了孔子第四十二代嫡长孙孔光嗣，以孔子后裔自居。孔光嗣的独子孔仁玉年方九月，其母张氏将他抱回娘家，被外祖父张温藏匿起来，幸免于难。后唐明宗长兴元年，孔光嗣之子孔仁玉禀明朝廷，唐明宗下令诛杀孔末，由孔仁玉主孔子祀，任曲阜县主簿。两年后又加封孔仁玉为“文宣公”。险些断宗的孔子世家得以中兴，孔氏后世尊称孔仁玉为“中兴祖”。孔仁玉为报母家救命养育之恩，奏请皇上恩准孔府认张家为世代恩亲，张家的后人不管哪一代到了孔府，都必须以贵宾相待。此事称为孔末亂孔，但此说最早出自元朝衍圣公孔思晦，不见于之前的史书以及孔仁玉墓志铭，因此，真实性值得怀疑。
宋朝建立后，孔仁玉的后裔均同居于孔庙內，称为“內院”，世称“真孔”或“内院孔”。孔景后代称为“外院”，世称“伪孔”或“外院孔”。內院孔仁玉有曾孙十一人，其中三人无嗣，一人后嗣失考，一人传一代而绝，一人的后裔外迁，剩下的五人世称“五位”，即袭封位（嫡长）、中散位、侍郎位、中舍位以及博士位。外院亦別其子孙为五系，称为五院，依次为宅上院，为小薛社民；洙泗院，为张阳社民；驾部院，为西隅社民；文登院，为东忠社民；三传院，为西忠社民。因孔末之乱，双方永为世仇。之后又有大量外孔试图造假，混入真孔，享受朝廷对真孔的免徭役待遇，所以历代衍圣公对孔子世家谱的修订极为审慎。

## 字派
括号内为表字的字派，前带*表示为偏旁。五十八代之前的字派因不是事先制定，有时并非完全统一。
四十五代至五十五代：
 延、宗/辅、若、 端、*王、
*扌、元/应、之/万、 *氵、思、克。
五十六代至六十五代（明建文二年定）：
希（士）、言（伯）、公（文）、彦（朝）、 承（永）、
宏（以）、闻（质）、贞（用）、 尚（之）、衍（茂）。 
六十六代至七十五代（明崇祯元年（1628年）定）：
兴（起）、毓（钟）、传（振）、继（体）、 广（京）、
昭（显）、宪（法）、庆（泽）、 繁（羽）、祥（瑞）。
七十六代至八十五代（清同治二年（1863年）定）：
令、德、维、垂、佑，钦、绍、念、显、扬。 
八十六代至一百零五代，民国时期定：
建、道、敦、安、定，懋、修、肇、彝、常， 
裕、文、焕、景、瑞，永、锡、世、绪、昌。

## 相關
- 四氏

## 延伸阅读
[在维基数据编辑]
 《百家姓》
 《欽定古今圖書集成·明倫彙編·氏族典·孔姓部》，出自陈梦雷《古今圖書集成》
 《史記/卷129》，出自司馬遷《史記》